# The Numbers (website)
The Numbers là một website dữ liệu trong ngành công nghiệp điện ảnh chuyên theo dõi doanh thu phòng vé phim điện ảnh một cách có hệ thống và theo thuật toán. Công ty cũng thực hiện dịch vụ nghiên cứu và dự báo doanh thu của các dự án điện ảnh.

## Lịch sử
website được Bruce Nash đưa vào vận hành từ năm 1997. Ngày 21 tháng 3 năm 2020, The Numbers đưa ra thông báo rằng do các rạp chiếu phim đóng cửa vì ảnh hưởng của đại dịch COVID-19, "chúng tôi không dự kiến có nhiều báo cáo về doanh thu phòng vé trong ngắn hạn" và không báo cáo số liệu doanh thu phòng vé ước tính hàng ngày do thiếu dữ liệu phòng vé từ các hãng phim.